# 麒麟

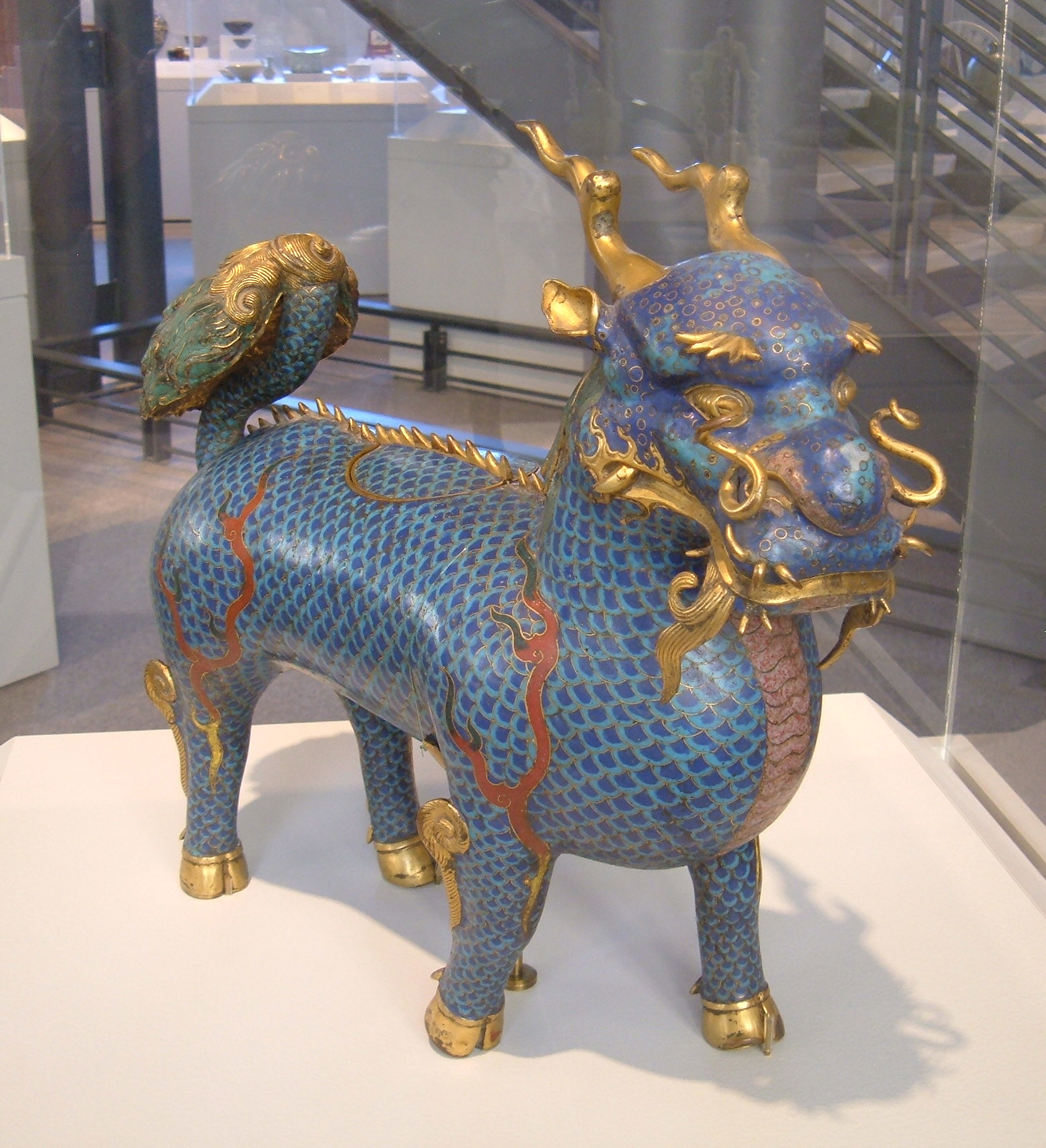
麒麟をかたどった香炉（清代）

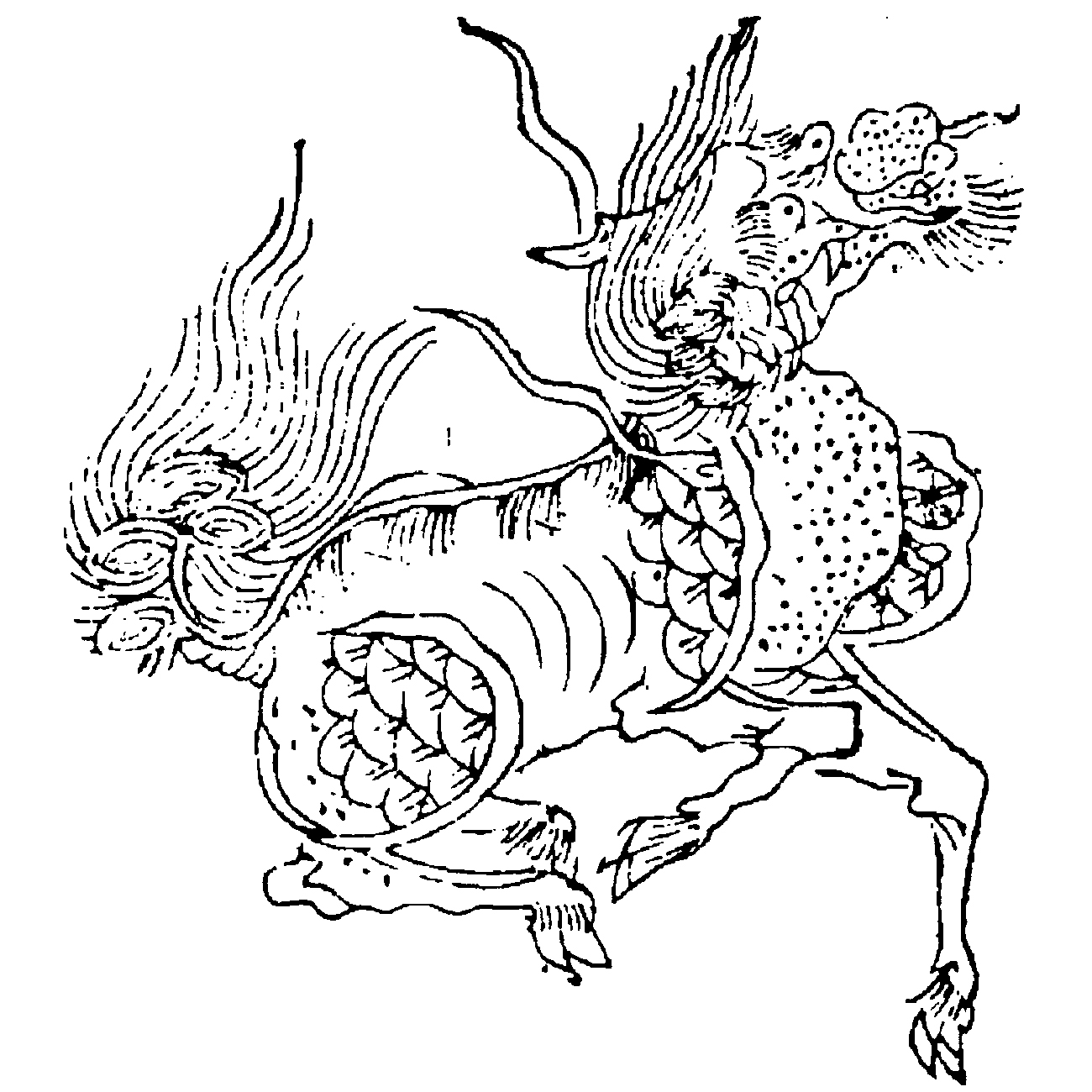
三才図会に描かれた麒麟（明代）

麒麟（きりん、拼音: qílín チーリン）は、中国神話に現れる伝説上の動物（瑞獣）の一種。
「麒」が雄で「麟」が雌を表すとされるが、通常は「麒麟」と雌雄同体で表記される（「鳳凰」も参照）。
泰平の世に現れる。獣類の長とされ、鳥類の長たる鳳凰と比せられ、しばしば対に扱われる。ただし『淮南子』によれば、応竜が建馬を、建馬は麒麟を、麒麟は諸獣を生んだのに対し、鳳凰は鸞鳥を、鸞鳥が諸鳥を生んだとされており、麒麟と対応するのは正確には鳳凰より生まれた鸞鳥となっている。
日本語と朝鮮語では、この伝説上の動物に似た実在の動物も「麒麟（キリン）」と呼ぶ。

## 外見
形は鹿に似て大きく背丈は5mあり、顔は龍に似て、牛の尾と馬の蹄をもち、麒角、中の一角生肉。背毛は五色に彩られ、毛は黄色く、身体には鱗がある。古くは一本角、もしくは角の無い姿だが、後世では二本角や三本角で描かれる例もある。

## 性格
普段の性質は非常に穏やかで優しく、足元の虫や植物を踏むことさえ恐れるほど殺生を嫌う。
神聖な幻の動物と考えられており、動物を捕らえるための罠にかけることはできない。麒麟を傷つけたり、死骸に出くわしたりするのは、不吉なこととされる。
また、『礼記』によれば、王が仁のある政治を行うときに現れる神聖な生き物「瑞獣」とされ、鳳凰、霊亀、応竜と共に「四霊」と総称されている。このことから、幼少から秀でた才を示す子どものことを、麒麟児や、天上の石麒麟などと称する。
孔子によって纏められたとされる古代中国の歴史書『春秋』では、聖人不在で泰平とは言えない時代に麒麟が現れ、捕らえた人々が麒麟を知らず気味悪がって打ち捨ててしまったことに、孔子は深く諦念し筆を擱（お）いてしまうという、いわゆる「獲麟」の記事をもって記述が打ち切られている。

## 種類
麒麟は色によって種類があり、青いものを聳孤（しょうこ）、赤いものを炎駒（えんく）、白いものを索冥（さくめい）、黒いものを角端（かくたん）、黄色いものを麒麟と言う。角端は甪端（ろくたん）ともいう。

## 麒麟とキリン

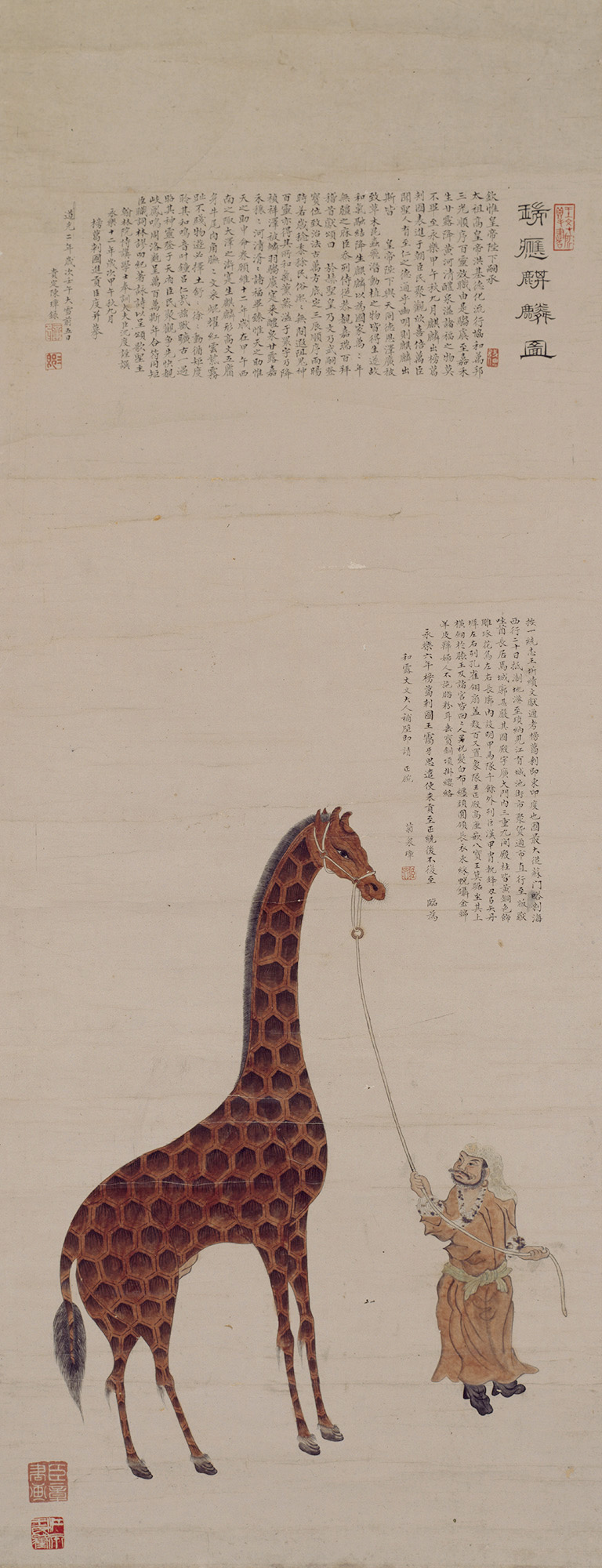
鄭和の航海をきっかけに朝貢された「麒麟」（『瑞応麒麟図』）

宝船艦隊を率いて生涯に七度にわたって南海へ航海した明の鄭和は、東アフリカからキリンを持ち帰り永楽帝に献上した。信憑性は明らかではないが、永楽帝はキリンを気に入り、伝説上の動物「麒麟」に姿が似ていたこと、また現地のソマリ語で「首の長い草食動物」を意味する「ゲリ」の音に似ていたことから、“実在の麒麟”として珍重したと言われる。
このような経過もあり、日本においては、明治時代の田中芳男ら博物学者たちによる「giraffe」（ジラフ）の訳語制定のなかで「麒麟」が訳案として持ちだされ、最終的に「麒麟」が採用された。また、日本語だけでなく朝鮮語においてもキリンは「麒麟」（기린、麒麟、文化観光部2000年式：girin、マッキューン＝ライシャワー式：kirin）と呼ばれている。一方で、中国語ではキリンは「麒麟」ではなく「長頸鹿」（“長いくびの鹿”、繁体字: 長頸鹿、簡体字: 长颈鹿、拼音: chángjǐnglù）と呼ばれている。

## 騏驎
麒麟のように足の速い馬のこともキリンというが、漢字で書く場合は、偏（へん）を鹿から馬に変えて『騏驎』とすることがある。騏驎は、故事では一日に千里も走るすばらしい馬とされる。
ことわざ「騏驎も老いては駑馬（どば）に劣る」（たとえ優れた人物でも老いて衰えると能力的に凡人にも敵わなくなることの例え）は、中国戦国時代の書物「戦国策」・斉策・斉五の「騏驥之衰也 駑馬先之 孟賁之倦也 女子勝之」（騏驎の衰うるや、駑馬これに先んじ、孟賁の疲るるや、女子これに優る）が語源。

## 日本における麒麟
織田信長は麒麟という字を具現化した花押（麟の花押）を使用している。その理由としては、信長が足利将軍家にかわってみずから天下を統一しよう、という願望を抱いていたためとされている。
徳川家康も王が仁のある政治を行うときに現れる麒麟を信仰していた。日光東照宮には陽明門や拝殿などに麒麟の彫刻や絵画などの装飾が施され、麒麟が様々な霊獣の中心的な存在として扱われている。
その他多くの神社等で麒麟は祀られている。太宰府天満宮の手水舎のそばには、幕末の博多の商人たちが寄付した麒麟像が幸せを運ぶ「うその像」とともに立つ。また、東京都中央区の日本橋には、獅子像、松や榎木の浮き彫りなどの装飾とともに、東京の繁栄を象徴する麒麟像が施されている。